# Sojuz 27
Salut 6 EP-1 (kod wywoławczy Памир - Pamir) – druga udana misja załogowa na stację Salut 6. Załoga wystartowała na pokładzie statku Sojuz 27, a powróciła na pokładzie zacumowanej do stacji kapsuły Sojuz 26.

## Załoga

### Start
- Władimir Dżanibekow (1)
- Oleg Makarow (3)

### Rezerwowa
- Władimir Kowalonok (2)
- Aleksandr Iwanczenkow (1)

### Lądowanie
- Jurij Romanienko (1)
- Gieorgij Grieczko (2)

Załoga Sojuza 26

## Przebieg misji
Misja miała właściwie tylko dwa cele. Po pierwsze, miała zwolnić rufowy port cumowniczy stacji dla przygotowanego do startu frachtowca Progres. Sojuz 26 zacumowano do portu rufowego po problemach z połączeniem ze stacją doświadczonych przez załogę Sojuza 25. Załoga stacji podczas spaceru kosmicznego zweryfikowała, że przedni port stacji jest sprawny, lecz kontrola lotu nie zezwoliła załodze na odcumowanie pojazdu i przelot do portu dziobowego. Zdecydowano w zamian zacumować do przedniego portu Sojuza 27 i sprowadzić Sojuza 26 na ziemię, zwalniając port dla Progresa 1.
Drugi cel misji sprowadzał się do propagandy. Chodziło o połączenie na orbicie trzech pojazdów. Po raz pierwszy od misji Sojuz-Apollo wspólny lot wykonałyby dwie załogi i po raz pierwszy obie znalazłyby się na pokładzie jednego pojazdu. Start i dokowanie przebiegły bez żadnych problemów. Dowódca Dżanibekow zdecydował się na automatyczne dokowanie. Kontynuował połączenie automatyczne, mimo że w pewnym momencie statek zszedł nieco z kursu – 7 metrów przed stacją, Sojuz samoczynnie skorygował odchylenie.
W tym momencie nastąpił pierwszy problem – właz nie chciał otworzyć się. W pewnym momencie bez ostrzeżenia odskoczył, odrzucając Dżanibekowa i Makarowa. Załoga Sojuza 26, Gieorgij Grieczko i Jurij Romanienko weszli do kapsuły i uściskali swoich gości. W stacji kontroli lotów przebieg operacji obserwował Leonid Breżniew. Goście przywieźli na stację gazety i listy od rodzin. Zamiast chlebem i solą, Makarowa i Dżanibekowa powitano krakersami i tabletkami solnymi – oraz toastem z wódki w tubkach.
Goście nie poinformowali Grieczki, że 10 dni wcześniej zmarł jego ojciec. Psycholodzy zdecydowali, że kosmonauta przebywający w przestrzeni przez kilka miesięcy nie powinien przechodzić dodatkowych obciążeń psychicznych. Poinformowano o tym Romanienkę, który zgodził się, że to właściwa droga postępowania. Romanienko zobowiązał się przekazać informację po lądowaniu. Wiele lat później w wywiadzie Greczko przyznał, że z perspektywy on również uważa, że była to właściwa decyzja.
Jedynym dużym eksperymentem przeprowadzonym przez załogę Sojuza 26 i 27 było badanie wpływu mikrograwitacji na rozwój komórek protistów zwierzęcych. Różnice między wzrostem w nieważkości a w warunkach grawitacji były niewielkie i sprowadzały się do nieznacznych zmian w metabolizmie komórek.
Po pięciu dniach na pokładzie stacji załoga przeniosła swoje osobiste wyściółki foteli na pokład Sojuza 26 i odłączyła się od stacji. Wylądowali 265 km na zachód od Celinogradu w Kazachstanie.